# Andrea Braido
Andrea Braido (Trento, 26 giugno 1964) è un chitarrista e polistrumentista italiano dell'area rock e fusion/rock.

## Biografia
Nasce a Trento, ma cresce a Pergine Valsugana fino all'età di 20 anni, dove ha le prime esperienze musicali, spostandosi saltuariamente nella vicina Verona. Inizia come batterista, alla tenera età di 4 anni, ed è anche pianista e bassista. Sebbene mantenga un rapporto continuo con gli altri strumenti (in particolare la batteria, che suona regolarmente dai 10 ai 15 anni con vari gruppi locali), la chitarra diverrà il suo strumento principale, alla quale approda scoprendo Jimi Hendrix a casa di un amico. I gruppi degli anni settanta come gli Emerson, Lake & Palmer, Deep Purple e i Colosseum sono i suoi primi riferimenti stilistici.
Impara a suonare la chitarra e il basso da autodidatta, ispirandosi a gran parte della musica fino ad allora prodotta in vari ambiti (principalmente rock, blues, musica classica e jazz), acquisendo gradualmente una varietà di tecniche e stili che caratterizzerà tutta la sua carriera artistica. Successivamente perfeziona la propria competenza ottenendo un diploma in teoria musicale e solfeggio, ma soprattutto nel 1984 ha l'opportunità di viaggiare a Boston e New York, dove conosce una realtà musicale incredibilmente attiva e frequenta alcuni tra i più rinomati jazz club della East Coast, cogliendo ogni opportunità di suonare a fianco dei più grandi jazzisti americani dell'epoca, che rimangono impressionati dalla sua notevole cultura musicale oltre che dal suo evidente talento, specie in considerazione della sua giovane età. Tornato in italia con la convinzione di voler fare della musica ad alto livello una carriera ed uno scopo di vita, Braido inizia a dedicarvisi in maniera sempre più sistematica e ossessiva: oltre a passare gran parte del tempo studiando nuovi stili e nuove sonorità, assorbendo una moltitudine di attributi musicali, inizia ad esibirsi dal vivo con vari gruppi in Trentino e Veneto, sviluppando una propria originale tecnica senza l'uso del plettro, mancandogli infatti mezza falange dell'indice della mano destra, affina la propria tecnica sfruttando il callo su questo dito. Nel 1986 suona in duetto con un nipote di Tullio De Piscopo nel corso della trasmissione Fantastico 7, in uno spazio per talenti emergenti.
Dopo essere stato turnista di Patty Pravo, Francesco Baccini e Mina, diventa chitarrista di Vasco Rossi dal 1989, anno del Liberi liberi Tour, e poi con Gli Spari Sopra tour 1993 fino al 1995, per l'album Nessun pericolo... per te. Nel 1990 Braido collabora con Zucchero Fornaciari nell'Oro, Incenso e Birra Tour e per Live at the Kremlin. In seguito è in tournée con Adriano Celentano, Antonella Ruggiero, Enzo Jannacci, Angelo Branduardi, Frank Gambale e nei tour mondiali di Laura Pausini ed Eros Ramazzotti. Dopo le esperienze con Raf e Paola Turci, si dedica a un proprio progetto artistico, pubblicando tra il 1991 e il 2006 sette dischi a proprio nome.
Nel 2001 e 2002 suona come prima chitarra nell'orchestra del programma Stasera pago io di Fiorello, in onda su Rai Uno in prima serata. Dal 2002 fino al 2006 effettua una serie di concerti in Italia ed Europa con una formazione blues rock chiamata Twin Dragons, comprendente il cantante e bassista dei Savoy Brown, Nathaniel Peterson e in seguito nel 2006 in formazione allargata con Graham Oliver (alla chitarra ritmica) e Pete Gill (alla batteria), e il bassista John McCoy.
Sempre tra il 2005 e 2006 suona con Carl Palmer e TM Stevens nella formazione BPS, dalle iniziali dei cognomi, in una tournée italiana. Suona con l'Andrea Braido Jazz trio in festival e concerti. Svolge inoltre attività di session-man.
Nel 2007 suona le parti di chitarra nel brano "Blast" contenuto nell'album Free (versione europea) e Marcus (versione americana) di Marcus Miller. Nello stesso anno compie numerosi concerti con il progetto "Andrea Braido Plays Hendrix Music" insieme ad Alessandro Napolitano alla batteria ed Antonio Cascarano al basso e voce, da cui verrà tratto l'omonimo live. Nel 2008 esce il cd Jazz Garden & Friends da cui seguirono numerosi concerti in festival a tema.
Il 25 marzo 2014 esce l’album “Il profumo dei fiori secchi” di Davide Matrisciano, che vede Braido alla chitarra elettrica nei brani Nero arcobaleno e Armonia irreversibile.
Il 18 maggio 2014 ritira a Genova presso la Fiera Internazionale della Musica il FIM Award Premio Italia - Chitarrista dell'Anno assegnato da CAPAM e consegnato da Verdiano Vera.
Il 1º luglio 2017 viene invitato da Vasco Rossi al concerto-evento Modena Park 2017, davanti ad oltre 220.000 spettatori, per suonare un brano scritto per lui da Vince Pastano intitolato "Interludio", non inerente alla discografia di Vasco Rossi.
Nel 2023 collabora con il cantautore padovano Riccardo Ometto alla realizzazione dell’Album musicale “Babilonia giorno uno”.
Nel 2023 collabora con il cantautore romano Andrea Ra incidendo la chitarra solista nel brano Pillole rosse tratto dall'album Urlo eretico 

## Stile
Fuoriclasse assoluto della chitarra, memorabile gli assoli durante il tour Fronte del palco, ha un'impronta indelebile della chitarra italiana e internazionale.
Ciò che balza subito all'occhio sono le pennate che esegue con il solo ausilio di una mancata mezza falange dell'indice della mano destra.
Missa diverse tecniche: dall' alternative picking allo sweep-picking fino al tapping, avendo grandiosa tecnica senza perdere controllo e capace di alternare diversi generi musicali dal country al fusion fino a generi contemporanei, cimentandosi anche in altri strumenti.
Possiede il suo canale personale YouTube, dove suona molti cover e pezzi scritti.

## Discografia
Da solista 
- 1991 - Eleonor
- 1996 - Le bizzarre avventure del dottor Kranius
- 2000 - Relive
- 2005 - Twin Dragons
- 2005 - Braido Plays Hendrix...in Hungary!!!
- 2006 - Sensazioni nel Tempo
- 2007 - Braidus in funk
- 2008 - Braido Plays Hendrix
- 2008 - Jazz garden & friends
- 2009 - Latin Braidus
- 2011 - Andrea Braido Jazz organ Trio
- 2011 - Dai Beatles a Jobim passando per...
- 2012 - Braidus with Bulgarian Symphony Orchestra
- 2015 - Andrea Plays Deep Purple & Rainbow-Live in Hard
- 2018 - Origins
- 2020 - Best Cult
- 2020 - The Golden Magic Guitar (Compilation)

 Vasco Rossi 
- 1990 - Fronte del palco
- 1990 - Vasco live 10.7.90 San Siro
- 1993 - Gli spari sopra
- 1996 - Nessun pericolo...per te
- 1997 - Rock

 Mina 
- 1992 - Sorelle Lumierè
- 1993 - Mina canta i Beatles
- 1993 - Loochness
- 1994 - Canarino Mannaro
- 2000 - Dalla Terra
- 2001 - Mina in Studio (dvd)
- 2001 - Mina per Wind vol. 1
- 2002 - Mina per Wind vol. 2
- 2003 - Napoli II (estratto)
- 2005 - L'Allieva
- 2018 -  Paradiso (Lucio Battisti Songbook) nel brano Con il Nastro Rosa
- Mina Platinum Collection

 Francesco Baccini 
- Il pianoforte non è il mio forte
- Nostra signora degli autogrill
- Baccini a colori
- Cartoons (album)

 Marcus Miller 
- Free (Marcus Miller)

 Patti Pravo 
- Oltre l'Eden...

 Zucchero Fornaciari 
- Live at the Kremlin

 Raf 
- Sogni... è tutto quello che c'è
- Cannibali (album)

 Tullio De Piscopo 
- Cosmopolitana

 Bruno Lauzi 
- Il dorso della balena

 Pierangelo Bertoli 
- Sedia elettrica (album)

 Nicolette Larson 
 Andrea Braido Band 
- 2005 - Space Braidus[6]

## Tournée
- Patty Pravo: tour estivo '86/'87
- Francesco Baccini: tour estivo '88/'90
- Vasco Rossi: Fronte del palco tour '89
- Vasco Rossi: Stadio S.Siro e Flaminio '90
- Zucchero Fornaciari: Oro, Incenso e Birra Tour '90
- Zucchero Fornaciari: Live at the Kremlin '90
- Eros Ramazzotti: New York Radio city hall summer '91
- Eros Ramazzotti: Barcellona Palace Jordi Winter '91
- Vasco Rossi: Gli spari sopra tour '93
- Adriano Celentano: tour italiano/europeo '94
- Antonella Ruggiero: tour estivo '96
- Enzo Jannacci: tour teatrale '96
- Angelo Branduardi: Tour teatrale primaverile e autunnale '97
- Frank Gambale: acoustic tour '97
- Laura Pausini: Tour estivo in Sud America '97
- Laura Pausini: Tour italiano/europeo '99
- Eros Ramazzotti: stile libero tour 2001
- Patty Pravo: Stupiscimi tour 2003
- Twin Dragons: tour italiano/europeo 2002
- Twin Dragons: tour estivo 2003
- Andrea Braido Trio: concerts 2004
- Patty Pravo: Nic-unic tour 2004
- Power Duo: concerts 2004
- Andrea Braido Play Hendrix: tour 2005/2006/2007
- BPS Braido Varius show: Tour italiano e europeo 2005/06
- Braido Projects (Jazz-soul trio, Braido Plays Hendrix Music) 2007
- Braido Jazz garden e Friends/Braido Plays Hendrix, acoustic duo 2008
- Braido Jazz Festival, Braido Plays hendrix 2009
- 2010 Jazz festival e rassegne di Mareno di Piave, San Vito di Cadore, Milano(Scimmie), Casale Monferrato, Caltanissetta, Palermo, Marsala, Pergine Valsugana, Purplesnake band guest.
- Esperience Day 2010-PRS Guitars a Stevensville(Maryland-USA).
- Vasco Rossi: Modena Park 2017

## Premi
- 2014, Genova - FIM Award - Premio Italia - Chitarrista dell'anno